# Melty tale storage
《Melty tale storage》為茅原實里歌手活動再度展開後的第3張單曲。由Lantis製作、發行，King Records發售。

## 概要
- 在官方網站介紹了此作品為茅原實里踏出新的一步以及獲得新的定位，是"以描寫「故事」為主題，"表現出圍繞著壯闊「思念」的歌詞世界"，"透過「歌聲」表現出壯闊「愛的傳說」"。茅原自己也在部落格中表示「（我自己）是敘述故事的主角」。
- 「Melty tale storage」曲中花了7個小時錄製了加了好幾層的合音，並且收錄其中的「Echo of Melty tale storage[red strings ver.]」為將歌曲的一部份中重新編製，成了重視合音的另一個聲音版本（裏ヴォーカル・バージョン）。
- Lantis官方網站內的特集頁可以收看一部分的音樂錄影帶，並且在Gyao中於限定期間內播放了完整版本。
- 標題的「Melty tale storage」雖帶有「輪廻轉生」的意味，作品的介紹或歌詞的内容，從用在標題的單字的意思來看，有「音樂盒」或「時鐘」、「地球」等的意思，為帶有好幾層意義的標題。順帶一提，「Melty」為把「Melt」變化成抽象名詞（-ty）的造字。
- B面曲「Sandglass〜記憶的粒子」的主題為「苦惱」，是「描寫對戀愛的膽怯的故事」。
- 初回限定為Sleeve Pacage樣式。
- 簡稱為「Melty」。

## 收錄曲
1. Melty tale storage
  - 作詞：畑亞貴、作曲・編曲：菊田大介 演奏時間：5分52秒
  - 埼玉電視台片尾曲（2008年4月分）
2. Sandglass〜記憶的粒子
  - 作詞：、作曲：俊龍、編曲：中西亮輔 演奏時間：5分07秒
3. Echo of Melty tale storage[red strings ver.]
  - 作詞：畑亞貴、作曲・編曲：菊田大介 演奏時間：7分50秒
4. Melty tale storage(off vocal)
5. Sandglass〜記憶的粒子(off vocal)

## 外部連結
- 茅原實里 官方網站
- Lantis官方網站「||| Lantis web site |||」* Melty tale storage（页面存档备份，存于）